# 광양만
광양만(光陽灣)은 전라남도 여수시 율촌면과 삼일동, 묘도동 및 전라남도 순천시 해룡면과 광양시 골약동 등지에 걸쳐 있는 만이다. 인접한 곳에 여천항(삼일항), 광양항이 있으며 광양시에서는 이순신 대교를 통해 여수시로 갈 수 있다. 이 만을 묘도만(猫島灣) 이라고도 부른다.

## 주변 지리
- 묘도
- 대륵도
- 중륵도
- 소륵도
- 송도